# Lista de deputados estaduais do Espírito Santo da 2.ª legislatura
Esta é a lista de deputados estaduais do Espírito Santo para a legislatura 1951–1955. Nas eleições, foram eleitos 32 deputados estaduais.

## Composição das bancadas
| Partido | Líder            | Bancada | Posição  |
| ------- | ---------------- | ------- | -------- |
| PSD     | Dirceu Cardoso   | 15 / 32 | Governo  |
| UDN     | Eurico Resende   | 7 / 32  | Oposição |
| PTB     | Floriano Rubim   | 6 / 32  | Governo  |
| PRP     | Osvaldo Zanello  | 2 / 32  | Oposição |
| PR      | Custódio Tristão | 2 / 32  | Oposição |

## Deputados Estaduais
Estavam em jogo 32 cadeiras da Assembleia Legislativa do Espírito Santo. Foram apurados 121.722 votos válidos (93,23%), 4.323 votos em branco (3,31%) e 4.520 votos nulos (3,46%) resultando no comparecimento de 130.565 eleitores.
| Número | Deputados estaduais eleitos   | Partido | Votação | Percentual | Cidade onde nasceu      | Unidade federativa  |
| 41630  | Dirceu Cardoso                | PSD     | 2.817   | 2,23%      | Miracema                | Rio de Janeiro      |
| 41566  | Euclides Jacob Junior         | PSD     | 2.264   | 1,80%      | Mimoso do Sul           | Espírito Santo      |
| 44124  | Osvaldo Zanello               | PRP     | 2.046   | 1,62%      | Ribeirão Preto          | São Paulo           |
| 41718  | Eugênio de Souza Paixão       | PSD     | 2.008   | 1,59%      | Guaçuí                  | Espírito Santo      |
| 44300  | Clóvis Stenzel                | PRP     | 1.957   | 1,55%      | Osório                  | Rio Grande do Sul   |
| 41532  | Lauro Ferreira da Silva Pinto | PSD     | 1.927   | 1,53%      | Nova Venécia            | Espírito Santo      |
| 41113  | Otto de Oliveira Neves        | PSD     | 1.887   | 1,50%      | Vitória                 | Espírito Santo      |
| 22943  | Paulo Antônio Lorenzoni       | UDN     | 1.868   | 1,48%      | Cachoeiro de Itapemirim | Espírito Santo      |
| 14565  | Floriano Rubim                | PTB     | 1.863   | 1,48%      | Alegre                  | Espírito Santo      |
| 22785  | Benjamim de Barros            | UDN     | 1.854   | 1,47%      | Venda Nova do Imigrante | Espírito Santo      |
| 41307  | Luís Ferreira de Lima Freitas | PSD     | 1.849   | 1,47%      | Santa Maria de Jetibá   | Espírito Santo      |
| 41654  | Alfredo Antônio               | PSD     | 1.837   | 1,46%      | Serra                   | Espírito Santo      |
| 20166  | Pedro Vieira Filho            | PR      | 1.669   | 1,32%      | Viana                   | Espírito Santo      |
| 22959  | Arnaldo Bastos                | UDN     | 1.661   | 1,32%      | Santa Teresa            | Espírito Santo      |
| 41475  | Francisco Schwartz            | PSD     | 1.630   | 1,29%      | Santa Leopoldina        | Espírito Santo      |
| 41264  | Jair Giestas                  | PSD     | 1.611   | 1,28%      | Cachoeiro de Itapemirim | Espírito Santo      |
| 22851  | Danilo Monteiro de Castro     | UDN     | 1.606   | 1,27%      | Cachoeiro de Itapemirim | Espírito Santo      |
| 41816  | Jefferson de Aguiar           | PSD     | 1.560   | 1,24%      | Vitória                 | Espírito Santo      |
| 41478  | Carlyle Passos                | PSD     | 1.555   | 1,23%      | Baixo Guandu            | Espírito Santo      |
| 41352  | Sebastião Thiebaut            | PSD     | 1.528   | 1,21%      | Pancas                  | Espírito Santo      |
| 41398  | Judith Leão Castello Ribeiro  | PSD     | 1.528   | 1,21%      | Serra                   | Espírito Santo      |
| 41315  | Otaviano Santos               | PSD     | 1.504   | 1,19%      | Colatina                | Espírito Santo      |
| 14929  | Eli Junqueira                 | PTB     | 1.491   | 1,18%      | Ecoporanga              | Espírito Santo      |
| 41199  | Arsílio Caiado Ferreira       | PSD     | 1.466   | 1,16%      | Piúma                   | Espírito Santo      |
| 14648  | Domício Mendes                | PTB     | 1.333   | 1,06%      | Vila Velha              | Espírito Santo      |
| 14436  | Argilano Dario                | PTB     | 1.270   | 1,01%      | São José do Campestre   | Rio Grande do Norte |
| 22960  | Eurico Resende                | UDN     | 1.176   | 0,93%      | Ubá                     | Minas Gerais        |
| 22849  | Aníbal Faria                  | UDN     | 1.159   | 0,92%      | Fundão                  | Espírito Santo      |
| 20869  | Custódio Tristão              | PR      | 1.080   | 0,86%      | Guaçuí                  | Espírito Santo      |
| 22760  | Mileto Rizzo                  | UDN     | 1.003   | 0,80%      | Vargem Alta             | Espírito Santo      |
| 14767  | Sebastião da Rocha Machado    | PTB     | 958     | 0,76%      | Rio Bananal             | Espírito Santo      |
| 14183  | Lauro Calmon Nogueira da Gama | PTB     | 937     | 0,74%      | Muniz Freire            | Espírito Santo      |